# Zaguri

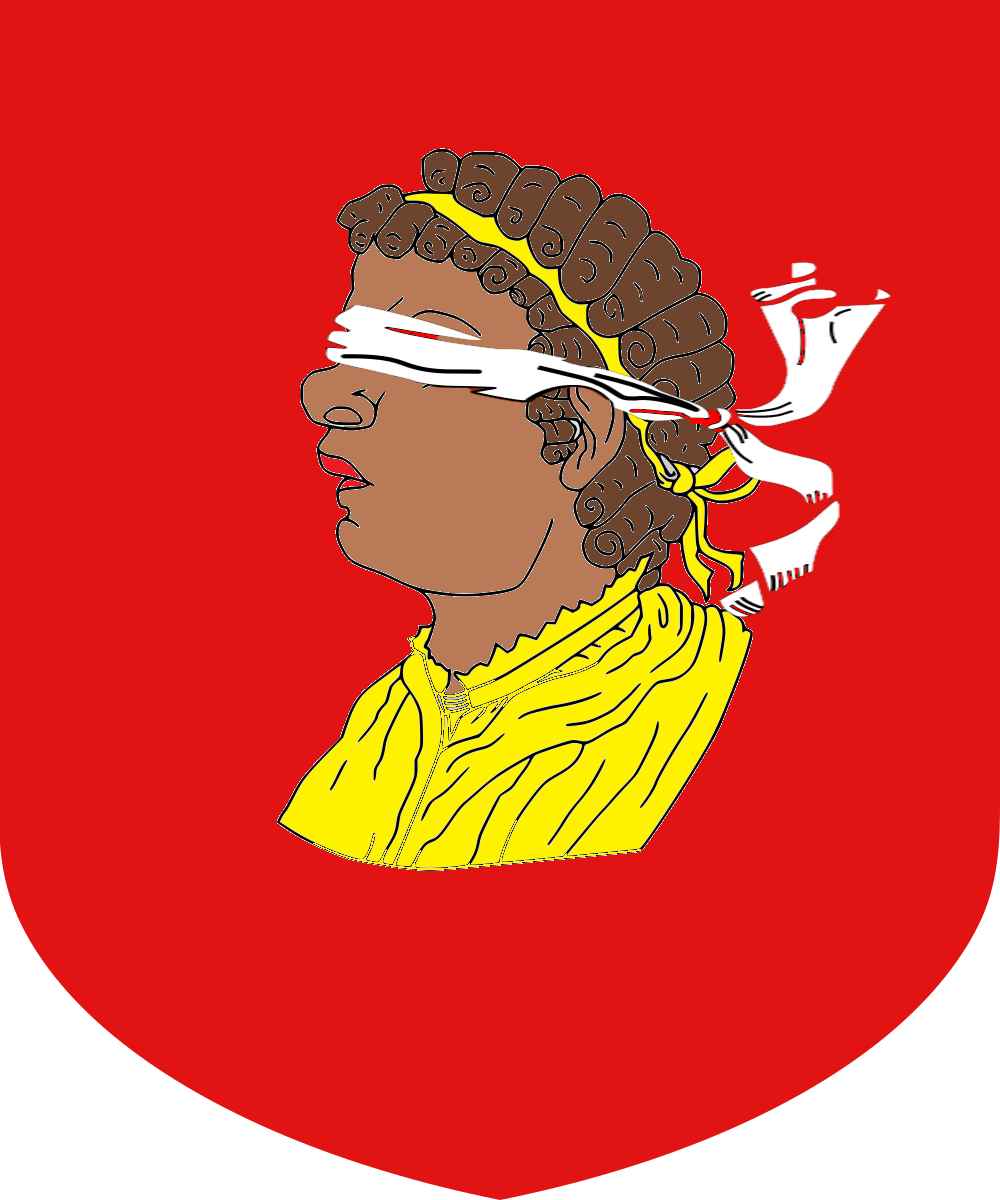
Stemma Zaguri

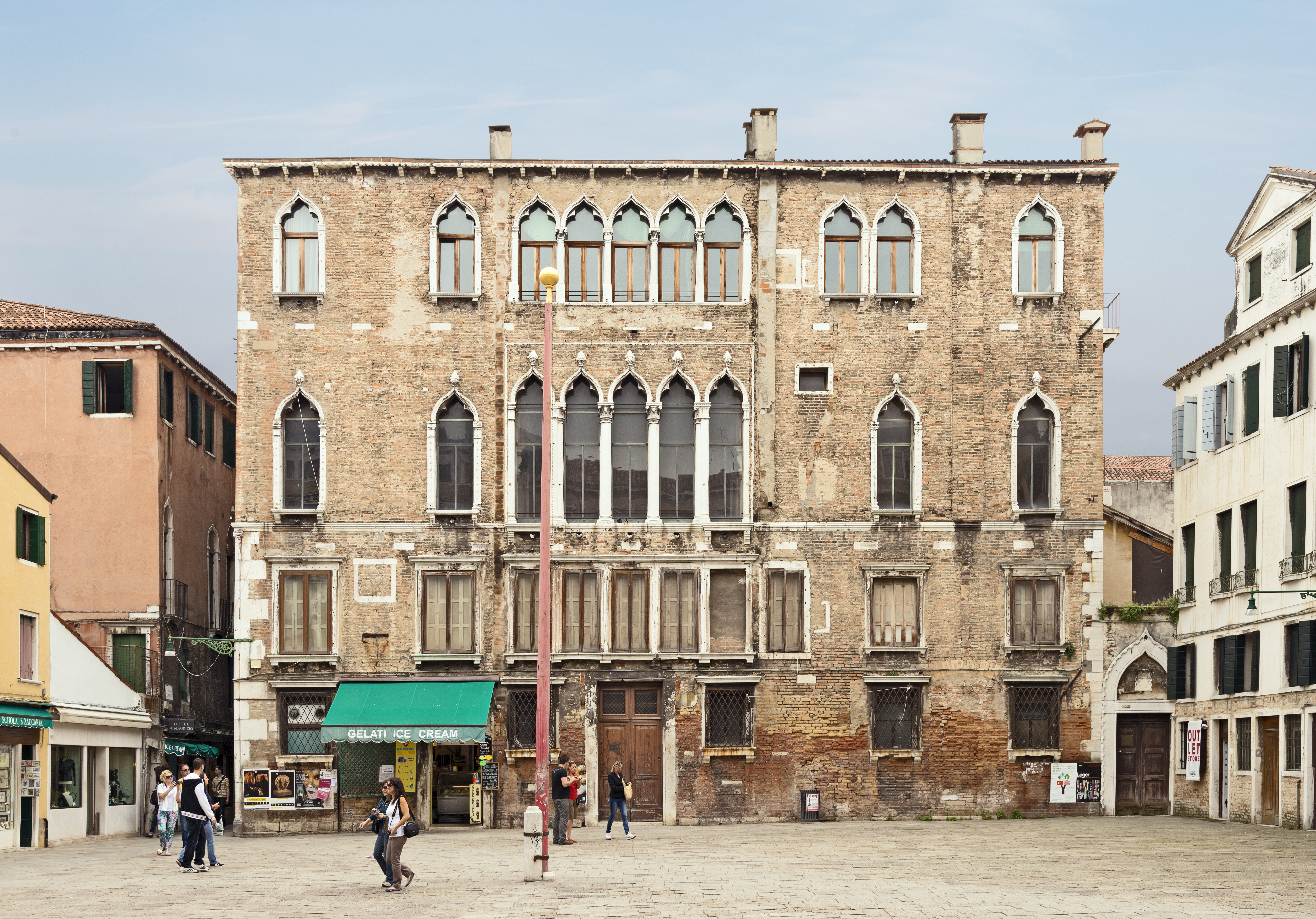
Palazzo Zaguri, facciata su Campo San Maurizio (Venezia)

Gli Zaguri furono una famiglia patrizia veneziana, annoverata fra le cosiddette Case fatte per soldo.

## Storia
Pare che gli Zaguri fossero originari dell'attuale Albania.

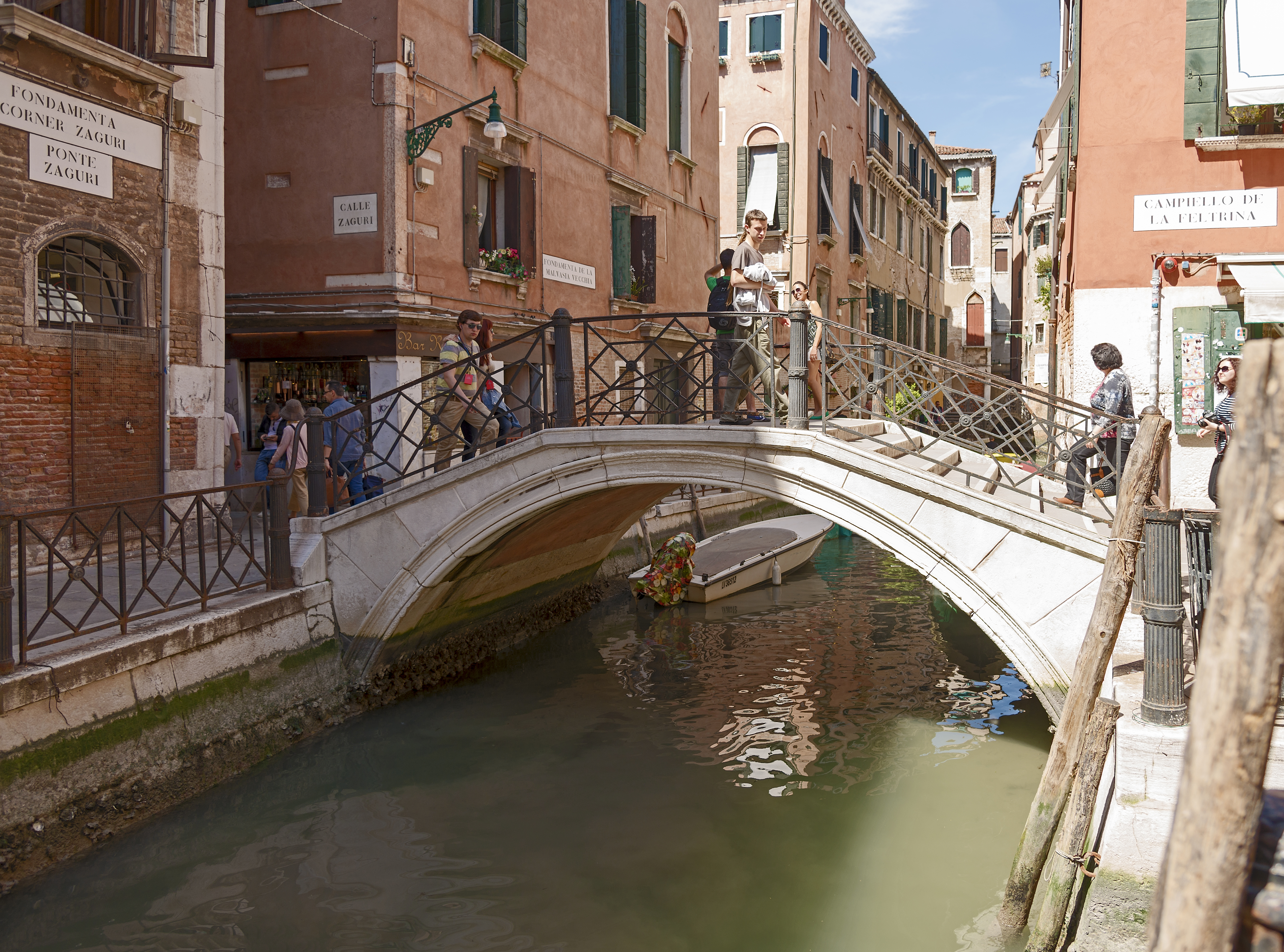
Ponte Zaguri (Venezia)

Nel secolo XV, questa famiglia contribuì alla mediazione per la sottomissione spontanea di Cattaro al dominio della Serenissima (1420), e, successivamente, si trasferì stabilmente a Venezia. Nella città lagunare «goderono della Cittadinanza Originaria fino all'anno 1646», quando, per il sostegno garantito alla Repubblica nella guerra di Candia contro i Turchi, furono aggregati al patriziato veneto e ammessi alle sedute del Maggior Consiglio.
Gli Zaguri si estinsero nel 1810 con la morte del vescovo di Vicenza Pietro Marco.

## Membri illustri
- Pietro Antonio Zaguri (1733 - 1806), politico e letterato veneziano;
- Pietro Marco Zaguri († 1810), ecclesiastico, fu vescovo di Ceneda dal 1777 al 1785 e di Vicenza dal 1785 alla sua morte;

## Luoghi e architetture
- Palazzo Zaguri, a San Marco;
- Villa Zaguri, ad Altichiero di Padova;
- Villa Zaguri, a Mira.